# 高冠南鰍
高冠南鰍（學名：Schistura alticrista）為輻鰭魚綱鯉形目條鰍科南鰍屬的其中一種。分布於亞洲泰國西北部湄宏順府薩爾溫江流域，本魚體延長，前半部呈圓柱狀，後半部扁平，口亞下位，具觸鬚3對，體色黃褐色，體側具有8條寬的深褐色橫帶，魚鰭黃色，尾柄部有1黑色橫紋，體長可達7.1公分，棲息在礫石底質的河川底層水域，屬雜食性，以水生昆蟲、蠕蟲、甲殼類及有機碎屑為食，可做為觀賞魚。

## 扩展阅读
維基物種上的相關：高冠南鰍